# 哈拉尔德·诺尔波特
哈拉尔德·诺尔波特（德語：Harald Norpoth，1942年8月22日—），德国男子田径运动员。他曾代表德国联队、西德参加1964年、1968年和1972年夏季奥林匹克运动会田径比赛，获得男子5000米银牌。